# Viking Airlines
Viking Airlines là một hãng hãng không thuê bao tư nhân có trụ sở ở Stockholm, Thuỵ Điển với các trung tâm hoạt động chính ở Athens và Heraklion, Hy Lạp và London Gatwick, Manchester ở Anh. Hãng cung cấp dịch vụ bay thuê bao cho các công ty du lịch châu Âu. Hãng này được lập năm 2003
Số lượng khách vận chuyển:
- 2003: 160.000
- 2004: 200.000
- 2005: 290.000
- 2006: 350.000
- 2007: 340 000

## Đội tàu bay
Tại thời điểm 28/3/2009, hãng Viking Airlines có các máy bay sau:
- 2 (1 đang đặt hàng) Boeing 737-300 (Giao hàng tháng 5 năm 2009)
- 3 Boeing 737-800 (1 thuê từ Sunwings Airlines cho mùa hè 2009)
- 1 McDonnell Douglas MD-83

Fact|date=March 2009}}